# Aymar de Saint-Saud
Jean Marie Hippolyte Aymar d’Arlot, comte de Saint-Saud, né le 15 février 1853 à  Coulonges-sur-l'Autize et mort  le 13 février 1951 à Bordeaux, est un pyrénéiste et cartographe français, s’intéressant également à l’histoire, à la géologie, à la généalogie. Il pratique aussi la photographie, et l’aquarelle avec un certain talent.

## Biographie
Il fait des études secondaires et de droit à Bordeaux. Il découvre les Pyrénées à l’âge de quinze ans, à Luchon. Sa première grande course est, en 1872, la traversée vallée de Gaube-vallée du Lutour. La rencontre avec Paul Edouard Wallon confirme sa vocation pyrénéiste, et c’est sur recommandation de Franz Schrader qu’il entre au CAF. C’est avec un de ses camarades bordelais, étudiant en droit lui aussi, qu’il fait ses grandes ascensions : il s’agit d’Henri Brulle. Aymar de Saint-Saud exercera comme juge suppléant à Lourdes de 1878 à 1880.
Il est membre de la Société historique et archéologique du Périgord depuis 1875 et dont il est vice-président en 1930, par ailleurs, correspondant du ministère de l'Instruction publique et inspecteur de la Société française d'archéologie en 1902.
Lors de son mariage le 10 janvier 1884 avec Marguerite de Rochechouart, sont témoins : le comte et la comtesse de Paris et le duc de Nemour.
Pendant la Première Guerre mondiale il était le président du Comité belge de la Dordogne pour les réfugiés et inspecteur dans le Sud-Ouest.
Il était chevalier de l'ordre de Malte.

### Pyrénéiste

#### Pyrénées espagnoles
En 1877, il se tourne vers les Pyrénées espagnoles, encore mal connues et explorées, à peu près en même temps que Lucien Briet, qui est plus attiré par une exploration méthodique, à la fois géographique et ethnographique, que par la conquête des sommets, et qui se cantonnera strictement au secteur de la sierra de Guara. Schrader met Saint-Saud en relation avec le capitaine Prudent, cartographe expérimenté, qui l’encourage, lui donne une formation et le fournit en instruments de mesure topographiques. Jusqu’en 1890, Saint-Saud parcourt les Pyrénées espagnoles, avec Henri Passet, de la Navarre à la Catalogne, en dressant peu à peu une cartographie de la région — avec ses instruments et ses observations, les Espagnols le prennent pour un espion à la solde de l’armée français, ce qui lui vaut quelques ennuis. C’est l’occasion de réaliser plusieurs premières, comme celles du pic d’Algas (1880) ou du grand pic d'Arratille. En 1886, il travaille sur les frontières de l’Andorre. Enfin en 1892, il publie le résultat de ses années de travail, sa Contribution à la carte des Pyrénées espagnoles, en six feuilles au 200 000e.
Entre 1890 et 1900, il consacre une grande activité pour faire construire les refuges de Tuquerouye, Packe et Baysselance. Il fait aussi créer des sentiers, du lac de Gaube à la hourquette d'Ossoue, de Gavarnie à la brèche de Tuquerouye, et à Gavarnie, de la Prade Saint-Jean au plateau des Entortes.

#### Picos de Europa

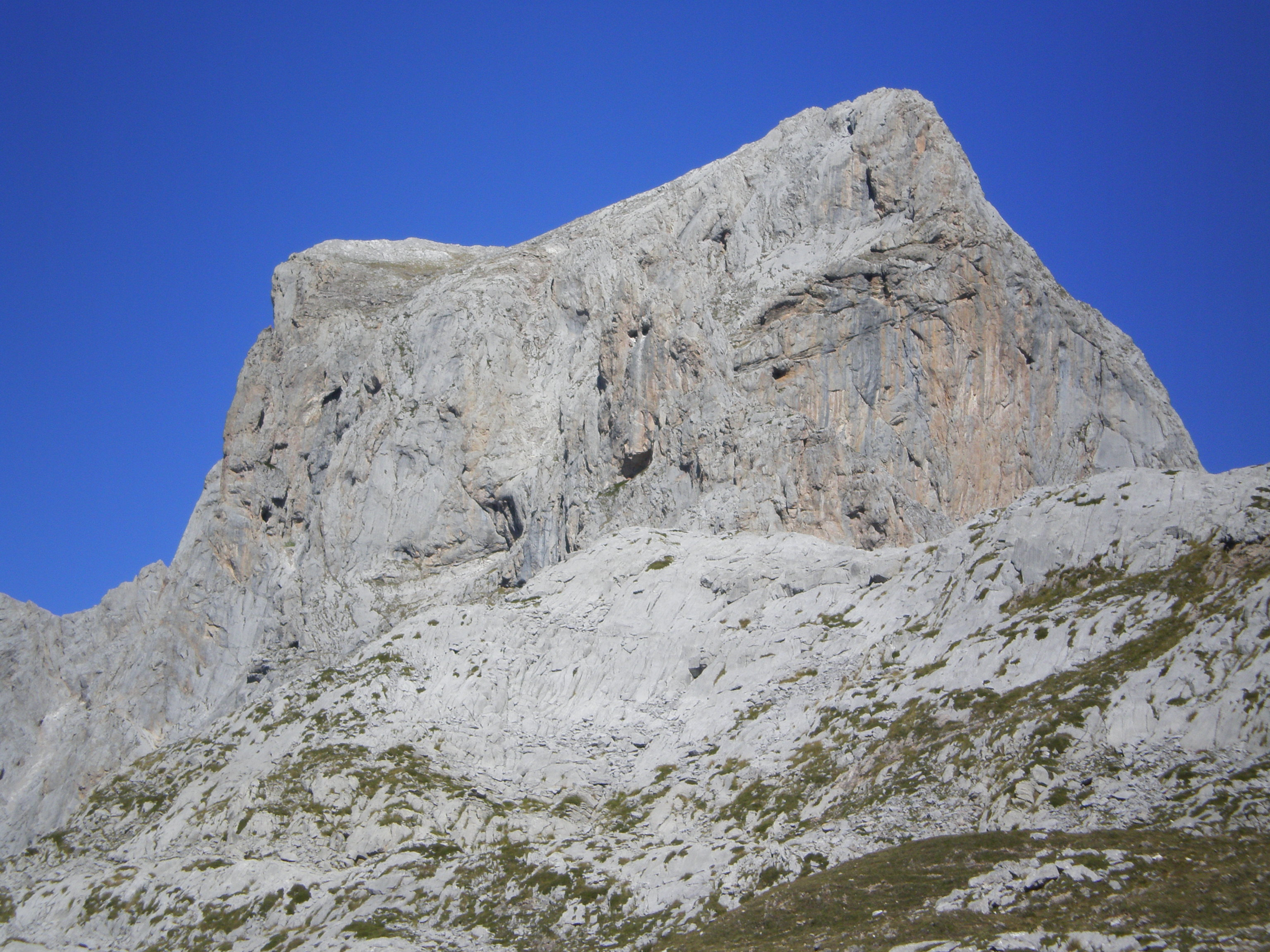
La Peña Vieja (2615 m).

À partir de 1890, il explore le massif des Picos de Europa, prolongement des Pyrénées en terres cantabriques, à cette époque à peu près totalement inconnu, si ce n'est par les premières études partielles de l'ingénieur des mines espagnol Guillermo Schulz, à partir de 1844, et quelque peu tombé dans l'oubli. Saint-Saud réalise la première de la Tabla de Lechugales (2 445 m) et de la Peña Vieja (2 615 m). En 1892, avec Paul Labrouche et le guide François Bernat-Salles, il touche le sommet de la Torre de Cerredo (2 642 m).
En 1894 paraît dans l’annuaire du CAF sa carte des Picos de Europa au 100 000e. Il y retournera en 1906, 1907 et 1908 pour compléter ses observations. Entre-temps, il a parcouru le Néouvielle, puis les bassins de Caillaouas et de Pouchergues, pour rectifier les erreurs de la carte d’état-major (1905-1906). Enfin il poursuit ses campagnes cartographiques à La Pierre Saint-Martin et au pic del Acherito.
Si ses actions sur le terrain, à plus de soixante-dix ans, s’arrêtent là, Aymar de Saint-Saud n’en poursuit pas moins une intense activité au sein des diverses associations, dont il est membre et souvent président et fondateur. Il a fondé la section Sud-ouest du Club alpin français, et il en est président de 1923 à 1933. Il s’est intensément investi dans la rédaction et l’édition des Bulletins. Il est actif dans la Fédération franco-espagnole des sociétés pyrénéistes, fondée en 1903 par Louis le Bondidier. En tant que généalogiste, il a publié des ouvrages sur les grandes familles du Périgord.
Jusqu’à ses derniers instants, à presque quatre-vingt-dix-huit ans, il ne perd rien de son dynamisme.
Son nom a été donné au sommet occidental de la crête des Gourgs-Blancs : le pic de Saint Saud (3 003 m).

### Historien et généalogiste du Périgord et de la Guyenne
Aymar d'Arlot de Saint-Saud est membre de la Société historique et archéologique du Périgord à partir de 1875. Ayant abandonné sa carrière de magistrat en 1880, il a pu vivre en profitant de sa fortune personnelle. En plus de son intérêt pour la montagne, il a aussi consacré une partie de son temps libre à sa passion de l'histoire locale. Pour faire œuvre utile, il s'est consacré à l'étude des familles, à l'armorial, du Périgord et de la Guyenne. Sa connaissance des châteaux et ses relations avec les familles nobles lui ont permis d'enrichir la documentation sur ces familles. Il a fouillé la plupart des chartriers ainsi que les archives publiques. Il est sorti de ses travaux des livres et de nombreux articles.

## Distinctions
- Commandeur de nombre (Encomienda de Número) de l'ordre de Charles III d'Espagne, en 1902.
- Chevalier de l'ordre de Léopold (Belgique).
- Officier de l'Instruction publique (France).
- Chevalier de la Légion d'honneur par décret du 1er juillet 1936 en tant que président de la section Sud-Ouest du Club alpin français[6].
- Prix Charles Grad, de la Société de géographie, en 1893.

## Publications

### Géographie
- Excursions dans les Pyrénées Atlantiques, Bordeaux, 1882
- Armorial des prélats français du XIXe siècle, H. Daragon, 1906, 415 p. (lire en ligne).
- Les Origines de d'Elbée, Luçon, 1906.
- Campements et études sur la frontière franco-navarro-aragonaise, Pau, 1929.
- Additions et corrections à l'armorial du Périgord, Périgueux, 1930, 178 p. (lire en ligne).
- Essai de monographie. Le Marquisat de La Roche-Chalais, La Roche-Chalais, 1938.
- Frontière des deux Navarres, Aldudes, Roncevaux, Irati. Notes historiques. Bordeaux, 1941.
- Rôle des bans et arrière-bans de la noblesse du Périgord de 1689 à 1692, Bordeaux, Féret et fils, 1930, 367 p. (lire en ligne).
- Excursions nouvelles dans les Pyrénées françaises et espagnoles : De Saint-Lizier d'Ustou à Gavarnie par le versant espagnol, Paris, Georges Chamerot, 1889, 18 p. (lire en ligne).
- Excursions dans les sierras d'Espagne : le Moncayo (Aragon et Castille), Paris, Georges Chamerot, 1890, 10 p. (lire en ligne).
- Excursions nouvelles dans les Pyrénées françaises et espagnoles : aux rives des Nogueras, Bordeaux, Cadoret, 1892, 15 p. (lire en ligne).
- Excursions nouvelles dans les Pyrénées françaises et espagnoles : dans la Haute-Catalogne, Bordeaux, Impr. Gagnebin et Lacrambet, 1888, 24 p. (lire en ligne).
- Excursions nouvelles dans les Pyrénées françaises et espagnoles : Ariège, Andorre et catalogne, Paris, Georges Chamerot, 1886, 26 p. (lire en ligne).
- Excursions nouvelles dans les Pyrénées françaises et espagnoles : un mois d'excursion dans les pyrénées espagnoles I. Aragon, Paris, Georges Chamerot, 1886, 32 p. (lire en ligne).
- Excursions nouvelles dans les Pyrénées françaises et espagnoles : un mois d'excursion dans les pyrénées espagnoles II. Catalogne, Paris, Georges Chamerot, 1887, 33 p. (lire en ligne).
- Monographie des Picos de Europa (Pyrénées cantabriques et asturiennes) Etudes et voyages, Aymar de Saint-Saud, Girard-Barrère, Paris, 1937.

### Histoire, généalogie et armorial
- Recherches sur le Périgord et ses familles. I. Miscellanées, Imprimerie de la Dordogne, Péris, 1895
- Documents inédits concernant la Guyenne, Série 1, Imprimerie G. Gounouilhou, Bordeaux, 1895 lire en ligne sur Gallica
- Documents inédits concernant la Guyenne, Série 2, Imprimerie G. Gounouilhou, Bordeaux, 1895 lire en ligne sur Gallica
- Généalogie de Bideran, Périgord, Agenais, Quercy, Poitou, Imprimerie générale du Sud-Ouest, Bergerac, 1896 lire en ligne sur Gallica
- Recherches sur le Périgord et ses familles. II. Index des noms périgourdins cités dans les inventaires-sommaires des Archives départementales de la Gironde (séries C et G), de la Haute-Vienne (Série C), de la Charente-Inférieure (séries C et E)  (autographe), 1896 lire en ligne sur Gallica
- Recherches sur le Périgord et ses familles. III. Généalogies périgourdines : famille de La Croix, de Beaudet, de Malleret, de Barraud, de Marsoulier, de Coustin de Bourzolles, d'Arlot, d'Aurout, de Brons, de Fayolles de Puyredon, de Thomasson, Imprimerie générale du Sud-Oest, Bergerac, 1898 lire en ligne sur Gallica
- Inventaire sommaire des archives départementales antérieures à 1790. Dordogne. Série E, supplément, nos 1 à 785, tome 1, Arrondissement du Périgueux, rédigé par Ferdinand Villepelet, Table générale par le comte de Saint-Saud, Imprimerie de la Dordogne, Périgueux, 1906 lire en ligne sur Gallica
- Armorial des prélats français du XIXe siècle, H. Daragon libraire-éditeur, Paris, 1906 lire en ligne sur Gallica
- Armorial des prélats français du XIXe siècle. Additions, corrections, détails sigillographiques. Lettres et articles bibliographiques concernant l'ouvrage, Librairie Daragon, Paris, 1908 lire en ligne sur Gallica
- Recherches sur le Périgord et ses familles. XI. Généalogies périgourdines, 2e série : familles d'Alesme, d'Aydie, de Belhade, du Bois, de Bourdeille, de La Salle, de Buade, de Coursou, du Faure, de Galaup, de La Baume, de Lanes, de La Roussie, le Comte, de Morel, de Robinet, de Ségur, de Villars, Imprimerie générale du Sud-Ouest, Bergerac, 1925 lire en ligne sur Gallica
- Rôle des bans et arrière-bans de la noblesse du Périgord de 1689 à 1692, Féret et fils, Bordeaux, 1930 lire en ligne
- Additions et corrections à l'armorial du Périgord - Saint-Saud, Aymard de 1853-1932, Publication de la Société historique et archéologique du Périgord, Périgueux, 1930 lire en ligne
- Magistrats des sénéchaussées, présidiaux et élections, fonctionnaires des vice-sénéchaussées et maréchaussées du Périgord,  Imprimerie générale du Sud-Ouest, Bergerac, 1931
- Famille de Lard. Essai généalogique, Imprimerie générale du Sud-Ouest, Bergerac, 1933 lire en ligne sur Gallica
- Recherches sur le Périgord et ses familles. XV. Essais généalogiques périgourdins, Librairie Georges Saffroy, Paris, 1934 lire en ligne sur Gallica
- Descendances d'Arlot et de Fayolle, Imprimerie générale du Sud-Ouest, Bergerac, 1934 lire en ligne sur Gallica
- Le marquisat de La Roche-Chalais,, 1938
- Recherches sur le Périgord et ses familles. XVII. Nouveaux essais généalogiques périgourdins, Librairie Gaston Saffroy, Paris, 1942 lire en ligne sur Gallica

#### Bulletin de la Société historique et archéologique du Périgord
- « Des vieilles coutumes, légendes et chansons populaires du Périgord et de la nécessité de les recueillir », 1887, tome 14, p. 514-516 lire en ligne sur Gallica
- « Décès: de M. l'abbé Cheyssac, curé de La Roche-Chalais », 1888, tome 15, p. 339-340 lire en ligne sur Gallica
- « Nomination d'un lieutenant de louveterie au XVIIIe siècle », 1891, t. 18, p. 229-231 lire en ligne sur Gallica
- « Arrêt du Conseil d'Etat relatif aux sacquiers et portefaix de Bergerac », 1891, tome 18, p. 377 lire en ligne sur Gallica
- « Un pouvoir du duc de Montpensier et une lettre du duc d'Epernon à MM. de Fayolles de Puyredon », 1892, tome 19, p. 215-220 lire en ligne sur Gallica
- « Note sur les familles de Martin, en Périgord », 1892, tome 19, 1892, tome 19, p. 350-352 lire en ligne sur Gallica
- avec Philippe Tamizey de Larroque et P. Huet, « Livre-journal de Pierre de Bessot (1609-1652) », 1893, tome 20, p. 70-115, 148-195, 229-262 lire en ligne sur Gallica
- « Nécrologie. - M. Alban Bourgade, ancien président de chambre à la cour de Bordeaux », 1893, tome 20, p. 405 lire en ligne sur Gallica
- « Mandement du roi Henri IV concernant l'Élection de Périgueux », 1894, tome 21, p. 190-192 lire en ligne sur Gallica
- « Prénoms usités en Périgord avant 1789 », 1895, tome 22, p. 149-159 lire en ligne sur Gallica
- « Jérôme Visguio ou de Périgueux, évêque de Valence, Zamora et Salamanque, aumônier du Cid », 1895, tome 22, p. 194-207 lire en ligne sur Gallica
- « Les garnisons de Limeuil et de Lanquais à la fin du XVe siècle », 1896, t. 23, p. 425-428 lire en ligne sur Gallica
- « Lettres au maréchal de Biron, écrites par ses cousins MM. de Gontaud-Salignac et de Gontaud de Saint-Geniez », 1897, tome 24, p. 60-63 lire en ligne sur Gallica
- « Lettres royaux relatives aux monnaies des comtes de Périgord. 7 mai 1292 », 1897, tome 24, p. 174-175 lire en ligne sur Gallica
- « Union à la sénéchaussée de Périgord de la châtellenie de Puynormand, des bastides de Beauregard, La Linde, etc. novembre 1301 », 1897, tome 24, p. 231-232 lire en ligne sur Gallica
- « Privilèges concernant les maîtres de forges », 1900, tome 27, p. 450-452 lire en ligne sur Gallica
- « À propos de deux “ex-libris” périgourdins », 1902, tome 29, p. 265-268 lire en ligne sur Gallica
- « Un exportateur des vins de Bergerac en Hollande, Pierre Eyma (1707-1758) », Ve congrès d'histoire, d'archéologie et de géographie historique tenu à Périgueux du 29 juillet au 3 août 1913, p. 132-139 lire en ligne sur Gallica
- « Différends entre gentilshommes périgourdins », 1939, tome 66, 5e livraison, p. 486-510 lire en ligne
- « Extrait des registres paroissiaux de Razac », 1941, tome 68, 2e livraison, p. 156 lire en ligne
- « Notes sur les Jours Ordinaires de Périgord (1555-1561?) et les Grands Jours de Périgueux (1572) », 1941, tome 68, 5e livraison, p. 333-345 lire en ligne